# Stammliste der Bourbonen
Stammliste der Bourbonen (ohne illegitime Nebenlinien).

## Haus Bourbon
1. Robert de Clermont (1256–1317) ⚭ Beatrix von Burgund (Bourbon) (1257–1310), Tochter von Johann von Burgund (Bourbon) (1231–1268) → Vorfahren siehe Stammliste der Kapetinger
  1. Louis I. de Bourbon (1279–1341)
    1. Beatrice de Bourbon (vor 1320–1383) ⚭ Johann von Luxemburg (1296–1346)
    2. Pierre I. de Bourbon (1311–1356), gefallen ⚭ Isabella von Valois (1313–1383), Tochter von Karl I. (Valois) (1270–1325)
      1. Louis II. de Bourbon (1337–1410)
        1. Jean I. de Bourbon (1381–1434)
          1. Charles I. de Bourbon (1401–1456)
            1. Jean II. de Bourbon (1426–1488)
            2. Marie (um 1427–1448) ⚭ Herzog Johann II. (Lothringen) (1425–1470)
            3. Philippe (um 1430; jung gestorben)
            4. Charles II. de Bourbon (1433–1488), Erzbischof von Lyon
            5. Isabelle de Bourbon (1437–1465) ⚭ Karl der Kühne (1433–1477), Herzog von Burgund und Luxemburg (Haus Burgund)
            6. Ludwig von Bourbon (Lüttich) (1438–1482), Bischof von Lüttich
            7. Marguerite de Bourbon (1438–1483) ⚭ Herzog Philipp II. (Savoyen) (1438–1497)
            8. Pierre II. de Bourbon (1438–1503) ⚭ Anne de Beaujeu (1460/61–1522), Tochter von König Ludwig XI. (1423–1483) → Hauptlinie erloschen
              1. Karl (1476–1498)
              2. Suzanne de Bourbon-Beaujeu (1491–1521) ⚭ Charles III. de Bourbon-Montpensier (1490–1527)

            9. Catherine (um 1440–1469) ⚭ Adolf von Egmond (1438–1477), Herzog von Geldern
            10. Jacques (um 1443–1468)
            11. Jeanne († 1483) ⚭ Fürst Johann II. von Orange († 1502), Sohn von Wilhelm VIII. (Orange) († 1475)
            12. (unehelich, Mutter: Jeann de Bournan) Louis, Bâtard de Bourbon († 1487), Admiral von Frankreich ⚭ 1466 Jeanne de Valois (* 1447; † 1519), Dame de Mirebeau, uneheliche Tochter von König Ludwig XI.

          2. Louis I. de Bourbon, comte de Montpensier (1406–1486) → Nachfahren siehe unten Linie Bourbon-Montpensier (Grafen)

      2. Jeanne de Bourbon (1338–1378) ⚭ König Karl V. (Frankreich) (1338–1380) (Haus Valois)
      3. Blanche von Bourbon (1339–1361) ⚭ König Peter I. (Kastilien) (1334–1369)
      4. Bonne (1341–1402) ⚭ Graf Amadeus VI. (Savoyen) (1334–1383)
      5. Katharina (1342–1427) ⚭ Johann VI. († 1388), Graf von Harcourt und Aumale, Baron von Elbeuf
      6. Margarete (1344–1416) ⚭ Arnaud-Amanieu d’Albret (1338–1401), Herr von Albret, Graf von Dreux (Haus Albret)
      7. Isabelle (1345–??)
      8. Marie (1347–1401)

    3. Johanna ⚭ Guigo VIII., Graf von Forez
    4. Maria († 1347)
    5. Jacques I. de Bourbon, comte de La Marche (1319–1362), gefallen ⚭ Jeanne de Châtillon, dame de Condé und Carency (1320–1371) → Nachfahren siehe unten Linie Bourbon-La Marche

  2. Blanche (1281–1304) ⚭ Graf Robert VII. (Auvergne) (um 1282–1325)
  3. Johann (1283–1316), Herr von Charolais
  4. Marie (1285–1372), Nonne in Poissy
  5. Peter (1287–1330), Priester in Paris
  6. Margarete (1289–1309) ⚭ Markgraf Johann I. (Namur) (1267–1330)

### Linie Bourbon-Montpensier (Grafen)
1. Louis I. de Bourbon, comte de Montpensier (1406–1486) → Vorfahren siehe oben Haus Bourbon
  1. Gilbert de Bourbon-Montpensier (1443–1496) ⚭ Clara Gonzaga (1464–1503), Tochter von Markgraf Federico I. Gonzaga (1441–1484)
    1. Luise (1482–1561) ⚭ Ludwig I. von Vendôme (1473–1520), Sohn von Jean VIII. de Bourbon, comte de Vendôme (1428–1478)
    2. Charles III. de Bourbon-Montpensier (1490–1527) ⚭ Suzanne de Bourbon-Beaujeu (1491–1521), Tochter von Pierre II. de Bourbon (1438–1503) → Linie erloschen
    3. Renata ⚭ Herzog Anton II. (Lothringen) (1489–1544)

  2. Jean (1445–1485)
  3. Gabrielle (1447–1516) ⚭ Louis II. de La Trémoille (1460–1525)
  4. Charlotte (1449–1478) ⚭ Wolfhart VI. von Borsselen († 1487), Graf von Grandpré (Haus Borsselen)

### Linie Bourbon-La Marche
1. Jacques I. de Bourbon, comte de La Marche (1319–1362), gefallen ⚭ Jeanne de Châtillon, dame de Condé und Carency (1320–1371) → Vorfahren siehe oben Haus Bourbon
  1. Isabelle (1340–1371)
  2. Pierre (1342–1362), gefallen
  3. Jean I. de Bourbon, comte de La Marche (1344–1393) ⚭ Catherine de Vendôme († 1412)
    1. Jacques II. de Bourbon, comte de La Marche (1370–1438) ⚭ (1) Beatrice d’Évreux (1392–1414), Tochter von König Karl III. (Navarra) (1361–1425); ⚭ (2) Königin Johanna II. (Neapel) (1373–1435), Tochter von König Karl III. (Neapel) (1345–1386) → Linie erloschen
      1. Isabelle (1408–nach 1445), Nonne in Besançon
      2. Marie (1410–nach 1445), Nonne in Amiens
      3. Éleonore (1412–nach 1464), ⚭ Bernard d’Armagnac († 1462), Graf von Pardiac (Haus Lomagne)

    2. Louis I. de Bourbon, comte de Vendôme (1376–1446) → Nachfahren siehe unten Linie Bourbon-Vendôme
    3. Jean de Bourbon (1378–1457), seigneur de Carency → Nachfahren siehe unten Linie Bourbon-Carency
    4. Anne de Bourbon (um 1380–1408)
    5. Marie
    6. Charlotte ⚭ König Janus (Zypern) (1375–1432)

  4. Jacques I. (1346–1417) → Nachfahren siehe unten Linie Bourbon-Préaux

#### Linie Bourbon-Vendôme
1. Louis I. de Bourbon, comte de Vendôme (1376–1446) → Vorfahren siehe oben Linie Bourbon-La Marche
  1. Jean VIII. de Bourbon, comte de Vendôme (1428–1478) ⚭ Isabel de Beauveau (1436–1474), Tochter von Louis de Beauveau, Seigneur de Champigny († 1472)
    1. Jeanne (1460–1487) ⚭ Louis de Joyeuse, Graf von Grandpré († 1498)
    2. Catherine (1462–nach 1525) ⚭ Gilbert de Chabannes, Baron von Rochefort (Haus Chabannes)
    3. Jeanne († 1512) ⚭ (1) 1487 Jean II., Duc de Bourbon († 1488); ⚭ (2) Jean III. de la Tour, Comte d’Auvergne († 1501), Sohn von Bernard VI. de la Tour, Comte d’Auvergne († 1494); ⚭ (3) 1503 Francois de La Pause, Baron de La Garde
    4. Renée (1468–um 1534), Äbtissin von Fontevrault
    5. François de Bourbon, comte de Vendôme (1470–1495) ⚭ Marie (Ligny und St. Pol) († 1546), Tochter von Peter II. (St. Pol und Brienne) († 1482)
      1. Charles de Bourbon, duc de Vendôme (1489–1537) ⚭ Françoise d’Alençon (1490/91–1550), Tochter von Herzog René (Alençon) (1454–1492)
        1. Marie (1515–1538)
        2. Marguerite (1516–1559) ⚭ Herzog François I. de Clèves, duc de Nevers (1516–1562)
        3. Antoine de Bourbon, duc de Vendôme (1518–1562) ⚭ Johanna III. (Navarra) (1528–1572), Tochter von Heinrich II. (Navarra) (1503–1555)
          1. Heinrich (1551–1553)
          2. Heinrich IV. (Frankreich) (1553–1610) ⚭ (1) Margarete von Valois (1553–1615), Tochter von König Heinrich II. (Frankreich) (1519–1559); ⚭ (2) Maria de’ Medici (1575–1642), Tochter von Francesco I. de’ Medici (1541–1587), Großherzog der Toskana
            1. Ludwig XIII. (1601–1643) ⚭ Anna von Österreich (1601–1666), Tochter von König Philipp III. (Spanien) (1578–1621)
              1. Ludwig XIV. (1638–1715), der Sonnenkönig ⚭ Maria Teresa von Spanien (1638–1683), Tochter von König Philipp IV. (Spanien) (1605–1665)
                1. Louis de Bourbon, dauphin de Viennois (1661–1711) ⚭ Maria Anna Victoria von Bayern (1660–1690), Tochter von Kurfürst Ferdinand Maria (Bayern) (1636–1679)
                  1. Louis de Bourbon, dauphin de Viennois, duc de Bourgogne (1682–1712) ⚭ Maria Adelaide von Savoyen (1685–1712), Tochter von Herzog Viktor Amadeus II. (1666–1732)
                    1. Louis (1704–1705)
                    2. Louis (1707–1712)
                    3. Ludwig XV. (1710–1774) ⚭ Maria Leszczyńska (1703–1768), Tochter von Stanislaus I. Leszczyński (1677–1766), König von Polen
                      1. Marie Louise Élisabeth de Bourbon (1727–1759) ⚭ Herzog Philipp (Parma) (1720–1765)
                      2. Anne Henriette de Bourbon (1727–1752)
                      3. Marie Louise (1728–1733)
                      4. Louis Ferdinand de Bourbon, dauphin de Viennois (1729–1765)
                        1. Maria Theresia (1746–1748)
                        2. Marie Zéphyrine (1750–1755)
                        3. Louis Joseph Xavier (1751–1761), Herzog von Burgund
                        4. (Tochter) (1752)
                        5. Xavier Marie Joseph (1753–1754), Herzog von Aquitanien
                        6. Ludwig XVI. (1754–1793), hingerichtet ⚭ Marie-Antoinette (1755–1793), hingerichtet, Tochter von Maria Theresia (1717–1780)
                          1. Marie Thérèse Charlotte de Bourbon (1778–1851) ⚭ Herzog Louis-Antoine de Bourbon, duc d’Angoulême (1775–1844)
                          2. Louis Joseph (1781–1789) Dauphin
                          3. Louis Charles de Bourbon (1785–1795)
                          4. Marie Sophie Hélène Beatrice de Bourbon (1786–1787)

                        7. Ludwig XVIII. (1755–1824) ⚭ Maria Josepha von Savoyen (1753–1810), Tochter von König Viktor Amadeus III. (1726–1796)
                        8. Karl X. (Frankreich) (1757–1836) ⚭ Maria Theresia von Savoyen (1756–1805), Tochter von König Viktor Amadeus III. (1726–1796)
                          1. Louis-Antoine de Bourbon, duc d’Angoulême (1775–1844) ⚭ Marie Thérèse Charlotte de Bourbon (1778–1851), Tochter von König Ludwig XVI. (1754–1793), hingerichtet
                          2. Sophie (1776–1783)
                          3. Charles Ferdinand d’Artois (1778–1820) ⚭ Maria Karolina von Bourbon-Sizilien (1798–1870), Tochter von König Franz I. (Sizilien) (1777–1830)
                            1. Louise Marie Thérèse d’Artois (1819–1864) ⚭ Karl III. (Parma) (1823–1854)
                            2. Henri d’Artois (1820–1883) ⚭ Maria Theresia von Österreich-Este (1817–1886), Tochter von Herzog Franz IV. (Modena) (1779–1846) → Linie erloschen

                          4. Marie-Thérèse (1783)

                        9. Marie Clothilde von Frankreich (1759–1802) ⚭ König Karl Emanuel IV. (Savoyen) (1751–1819)
                        10. Élisabeth Philippine Marie Hélène de Bourbon (1764–1794), Madame Elisabeth, hingerichtet

                      5. Philippe Louis (1730–1733), Herzog von Anjou
                      6. Marie Adélaïde de Bourbon (1732–1800)
                      7. Victoire von Frankreich (1733–1799)
                      8. Sophie (1734–1782)
                      9. Therese Felizitas (1736–1744)
                      10. Louise-Marie de Bourbon (1737–1787), später Mère Thérèse de Saint-Augustin

                  2. Philipp V. (Spanien) (1683–1746), 1683–1710 Herzog von Anjou, 1700–1746 König von Spanien → Nachfahren siehe unten Linie Bourbon-Anjou
                  3. Charles de Bourbon, duc de Berry (1686–1714) ⚭ Marie Louise Élisabeth d’Orléans (1695–1719), Tochter von Philippe II. de Bourbon, duc d’Orléans (1674–1723)

                2. Anne Elisabeth (1662–1662)
                  1. Marie Anne (1664)

                3. Marie Thérèse (1667–1672)
                4. Philippe Charles (1668–1671)
                5. Louis François (1672)

              2. Philippe I. de Bourbon, duc d’Orléans (1640–1701) → Nachfahren siehe unten Linie Bourbon-Orléans

            2. Élisabeth (Isabella) de Bourbon (1602–1644) ⚭ König Philipp IV. (Spanien) (1605–1665)
            3. Christina von Frankreich (1606–1663) ⚭ Viktor Amadeus I. (Savoyen) (1587–1637), Herzog von Savoyen
            4. Nicolas Henri (1607–1611)
            5. Gaston de Bourbon, duc d’Orléans (1608–1660); ⚭ (1) Marie de Bourbon (1605–1627); ⚭ (2) 1632 Margarete von Lothringen (1615–1672)
              1. (1) Anne Marie Louise d’Orléans, duchesse de Montpensier (1627–1693)
              2. (2) Marguerite Louise d’Orléans (1645–1721) ⚭ Cosimo III. de’ Medici (1642–1723), Großherzog der Toskana
              3. (2) Elisabeth (1646–1696) ⚭ Louis Joseph de Lorraine, duc de Guise (1650–1671)
              4. (2) Françoise Madeleine d’Orléans (1648–1664) ⚭ Karl Emanuel II. (1634–1675), Herzog von Savoyen
              5. (2) Jean Gaston (1650–1652)
              6. (2) Marie Anne (1652–1695)

            6. Henrietta Maria von Frankreich (1609–1669) ⚭ König Karl I. (England) (1600–1649)

          3. Louis-Charles (1554–1557)
          4. Madeleine (1557)
          5. Catherine de Bourbon (1559–1604) ⚭ Herzog Heinrich II. (Lothringen) (1563–1624)

        4. François de Bourbon, comte d’Enghien (1519–1546), Graf von Enghien
        5. Charles I. (Rouen) (1523–1590), gen. Kardinal von Bourbon, Erzbischof von Rouen
        6. Jean de Bourbon (1528–1557), Graf von Soissons und Enghien, Herzog von Estouteville; ⚭ 1557 Marie de Bourbon-Saint-Pol, Herzogin von Estouteville, Gräfin von Saint-Pol (siehe unten)
        7. Louis I. de Bourbon, prince de Condé (1530–1569), Prince de Condé ⚭ (I) Éléonore de Roye (1535–1564), Tochter von Charles de Roye, comte de Roucy (1510–1551); ⚭ (II) Eléonore Françoise d’Orléans-Longueville (1549–1601), Tochter von François d’Orléans-Longueville (1513–1548) → Nachfahren siehe unten Linie Bourbon-Condé

      2. Jacques (1490–1491)
      3. François I. de Bourbon-Saint-Pol (1491–1545), Comte de Saint-Pol, Duc d'Estouteville; ⚭ 1534 Adrienne d’Estouteville (1512–1560), Duchesse d'Estouteville, Erbtochter von Jacques d’Estouteville und Jacqueline d’Estouteville
        1. François II. (1536–1546), 3. Duc d’Estouteville, 3. Comte de Saint-Pol et de Chaumont, Pair de France.
        2. Marie de Bourbon-Saint-Pol (1539–1601), 4. Duchesse d'Estouteville, 4. Comtesse de Saint-Pol, 1592 Gräfin von Valangin, Pair de France; ⚭ (I) 1557 Jean de Bourbon (1528–1557), Graf von Soissons und Enghien, Sohn von Charles de Bourbon, duc de Vendôme, und Françoise d’Alençon, duchesse de Beaumont, ihren Vetter (siehe oben); ⚭ (II) 1561 François II. de Clèves, duc de Nevers (X 1562) (Haus Mark; ⚭ (III) 1563 Léonor d’Orléans-Longueville (1540–1573), duc de Longueville, Graf von Neuenburg, 1563 Duc d’Estouteville (iure uxoris)

      4. Louis de Bourbon-Vendôme (1493–1557), Kardinal, Erzbischof von Sens
      5. Antoinette de Bourbon (1494–1583) ⚭ Claude de Lorraine, duc de Guise (1496–1550)
      6. Louise (1495–1575), Äbtissin von Fontevrault

    6. Louis de Bourbon, prince de La Roche (1473–1520) ⚭ Luise de Bourbon-Montpensier (1482–1561), Tochter von Gilbert de Bourbon-Montpensier (1443–1496)  → Nachfahren siehe unten Linie Bourbon-Montpensier (Herzöge)
    7. Charlotte (1474–1520) ⚭ Engelbert von Kleve (1462–1506)
    8. Isabelle (1475–um 1531), Äbtissin von Sainte Trinité in Caen
    9. (unehelich, Mutter: Philippote de Gournay) Jacques de Bourbon, Bâtard de Vendôme, Seigneur de Bonneval et Lambercourt; ⚭ Jeanne de Rubempré
      1. Catherine de Bourbon-Vendôme-Ligny, * um 1508, † um 1530; ⚭ um 1515 Jean I. d’Estrées (Haus Estrées)

##### Linie Bourbon-Anjou
1. Philipp V. (Spanien) (1683–1746), 1683–1710 Herzog von Anjou, 1700–1746 König von Spanien, ⚭ (1) Maria Luisa Gabriella von Savoyen (1688–1714), Tochter von Viktor Amadeus II. (1666–1732), König von Sizilien; ⚭ (2) Elisabetta Farnese (1692–1766), Tochter von Odoardo II. Farnese (1666–1693) → Vorfahren siehe oben Linie Bourbon-Vendôme
  1. Ludwig I. (Spanien) (1707–1724) ⚭ Louise Élisabeth d’Orléans (1709–1742), Tochter von Philippe II. de Bourbon, duc d’Orléans (1674–1723)
  2. Philipp Ludwig (1709–1709)
  3. Philipp Peter (1712–1719)
  4. Ferdinand VI. (Spanien) (1713–1759) ⚭ Maria Barbara de Bragança (1711–1758), Tochter von Johann V. (Portugal) (1689–1750)
  5. Karl III. (Spanien) (1716–1788) ⚭ Maria Amalia von Sachsen (1724–1760), Tochter von König August III. (1696–1763)
    1. María Isabel (1740–1742)
    2. María Josefa (1742)
    3. María Isabel (1743–1749)
    4. Maria Josefa Carmela von Spanien (1744–1801)
    5. Maria Ludovica von Spanien (1745–1792) ⚭ Kaiser Leopold II. (HRR) (1747–1792)
    6. Felipe Antonio (1747–1777), Herzog von Kalabrien
    7. Karl IV. (Spanien) (1748–1819) ⚭ Maria Luise von Bourbon-Parma (1751–1819), Tochter von Philipp (Parma) (1720–1765)
      1. Carlos Clemente (1771–1774)
      2. Charlotte Joachime von Spanien (1775–1830) ⚭ König Johann VI. (Portugal) (1767–1826)
      3. María Luisa (1777–1782)
      4. María Amalia (1779–1798) ⚭ Antonio Pascual von Spanien (1755–1817)
      5. Carlos Domingo (1780–1783)
      6. Maria Luisa von Spanien (1782–1824) ⚭ König Ludwig (Etrurien) (1773–1803)
      7. Carlos Francisco (1783–1784)
      8. Felipe Francisco (1783–1784)
      9. Ferdinand VII. (Spanien) (1784–1833) ⚭ (1) Maria Antonia von Bourbon-Sizilien (1784–1806), Tochter von König Ferdinand I. (Sizilien) (1751–1825); ⚭ (2) Maria Isabella von Portugal (1797–1818, Tochter von König Johann VI. (Portugal) (1767–1826); ⚭ (3) Maria Josepha von Sachsen (1803–1829), Tochter von Prinz Maximilian von Sachsen (1759–1838); ⚭ (4) Maria Christina von Bourbon-Sizilien (1806–1878), Tochter von König Franz I. (Sizilien) (1777–1830)
        1. Maria Isabella (1817–1818)
        2. Isabella II. (Spanien) (1830–1904) ⚭ Francisco de Asís de Borbón (1822–1902)
        3. Luisa Fernanda von Spanien (1832–1897) ⚭ Antoine d’Orléans, duc de Montpensier (1824–1890)

      10. Carlos María Isidro de Borbón (1788–1855), Prätendent → Nachfahren siehe unten Karlistische Linie
      11. Maria Isabel von Spanien (1789–1848) ⚭ (1) Franz I. (Sizilien) (1777–1830); ⚭ (2) Graf Francesco del Balzo (1805–1882)
      12. María Teresa (1791–1794)
      13. Felipe María (1792–1794)
      14. Francisco de Paula de Borbón (1794–1865) ⚭ (1) Luisa Carlota von Bourbon-Sizilien (1804–1844), Tochter von Franz I. (Sizilien) (1777–1830); ⚭ (2) Teresa Arredondo y Ramírez de Arellano (1829–1863)
        1. Francisco de Asis (1820–1821)
        2. Isabel von Spanien (1821–1897) ⚭ Graf Ignatius Gurowski
        3. Francisco de Asís de Borbón (1822–1902) ⚭ Isabella II. (Spanien) (1830–1904), Tochter von Ferdinand VII. (Spanien) (1784–1833)
          1. Ferdinand (1850)
          2. Isabella von Spanien (1851–1931) ⚭ Gaetano von Bourbon-Sizilien (1846–1871), Sohn von König Ferdinand II. (Sizilien) (1810–1859)
          3. María Cristina (1854)
          4. Alfons XII. (1857–1885) → Nachfahren siehe unten Alfonsinische Linie
          5. María de la Concepción (1859–1861)
          6. María Berenguela (1861–1879)
          7. María de la Paz von Spanien (1862–1946) ⚭ Prinz Ludwig Ferdinand von Bayern (1859–1949)
          8. María Eulalia von Spanien (1864–1958) ⚭ Prinz Anton von Montpensier (1866–1930), Sohn von Antoine d’Orléans, duc de Montpensier (1824–1890)
          9. Francisco (1866)

        4. Enrique María Fernando Carlos Francisco Luis de Borbón y Borbón-Dos Sicilias (1823–1870), 1. Herzog von Sevilla ⚭ Elena María de Castellvi y Shelly (1821–1863) → Nachfahren siehe unten Linie Bourbon-Sevilla
        5. Luisa (1824–1900) ⚭ José Osorio de Moscoso y Carvajal (1828–1881)
        6. Duarte Felipe (1826–1830)
        7. Josefina (1827–1920) ⚭ José Güell y Renté (1818–1884)
        8. Teresa (1828–1829)
        9. Fernando (1832–1854)
        10. Maria Cristina (1833–1902) ⚭ Sebastian Gabriel de Borbón (1811–1875), Sohn von Peter Karl de Borbón (1786–1812)
        11. Amalia del Pilar von Spanien (1834–1905) ⚭ Adalbert von Bayern (1828–1875)
        12. (II) Ricardo (1852–1873), Herzog von San Ricardo

    8. María Teresa (1749–1750)
    9. Ferdinand I. (Sizilien) (1751–1825) ⚭ Maria Karolina von Österreich (1752–1814), Tochter von Maria Theresia (1717–1780) → Nachfahren siehe unten Linie Bourbon-Sizilien
    10. Gabriel Antonio (1752–1788) ⚭ Maria Anna von Portugal (1768–1788), Tochter von König Peter III. (Portugal) (1717–1786) (Haus Braganza) → Nachfahren siehe unten Linie Bourbon-Braganza
    11. María Ana (1754–1755)
    12. Antonio Pascal (1755–1817)
    13. Francisco Javier (1757–1771)

  6. Franz (1717)
  7. Maria Anna Viktoria von Spanien (1718–1781) ⚭ König Joseph I. (Portugal) (1714–1777)
  8. Philipp (Parma) (1720–1765), Herzog von Parma ⚭ Marie Louise Élisabeth de Bourbon (1727–1759), Tochter von König Ludwig XV. (1710–1774) → Nachfahren siehe unten Linie Bourbon-Parma
  9. Maria Theresia Rafaela von Spanien ⚭ Louis Ferdinand de Bourbon, dauphin de Viennois (1729–1765)
  10. Luis Antonio (1727–1785) ⚭ María Teresa de Vallabriga (1758–1820), Tochter von Joseph de Vallabriga
    1. Luis María de Borbón y Vallabriga (1777–1823), Kardinal und Erzbischof von Toledo
    2. Maria Teresa (1779–1828) ⚭ Manuel de Godoy (1767–1851), gen. Friedensfürst

  11. Maria Antonia von Spanien (1729–1785) ⚭ Viktor Amadeus III., König von Sardinien-Piemont (1726–1796)

###### Karlistische Linie
1. Carlos María Isidro de Borbón (1788–1855), Prätendent ⚭ (1) Maria Francisca von Portugal (1800–1834); ⚭ (2) Maria Theresia von Portugal (1793–1874), beides Töchter von König Johann VI. (Portugal) (1767–1826) → Vorfahren siehe oben Linie Bourbon-Anjou
  1. Carlos Luis de Borbón (1818–1861), Prätendent ⚭ Maria Karolina von Bourbon-Sizilien (1820–1861), Tochter von König Franz I. (Sizilien) (1777–1830)
  2. Juan Carlos de Borbón (1822–1887), Prätendent ⚭ Maria Beatrix von Österreich-Este (1824–1906), Tochter von Herzog Franz IV. (Modena) (1779–1846)
    1. Carlos María de Borbón (1848–1909), Prätendent ⚭ (1) Margherita von Parma (1847–1893), Tochter von Herzog Karl III. (Parma) (1823–1854); ⚭ (2) Berthe de Rohan (1860–1945)
      1. Blanca de Borbón (1868–1949) ⚭ Erzherzog Leopold Salvator von Österreich-Toskana (1863–1931), Generaloberst
      2. Jaime de Borbón (1870–1931), Prätendent
      3. Elvira (1871–1929)
      4. Beatrix (1874–1961) ⚭ Fürst Fabrizio Massimo (1868–1944)
      5. Alicia (1876–1975) ⚭ (1) Friedrich von Schönburg-Waldenburg (1872–1910); ⚭ (2) Lino del Prete (1877–1956)

    2. Alfonso Carlos de Borbón (1849–1936), Prätendent ⚭ Maria das Neves von Portugal (1852–1941), Tochter von König Michael I. (Portugal) (1802–1866) → Linie erloschen

  3. Fernando (1824–1861)

###### Alfonsinische Linie
1. Alfons XII. (1857–1885), König von Spanien, ⚭ (1) Maria de las Mercedes d’Orléans-Montpensier (1860–1878), Tochter von Antoine d’Orléans, duc de Montpensier (1824–1890); ⚭ (2) Maria Christina von Österreich (1858–1929), Tochter von Erzherzog Karl Ferdinand von Österreich (1818–1874) → Vorfahren siehe oben Linie Bourbon-Anjou
  1. María de las Mercedes de Borbón (1880–1904) ⚭ Carlos Maria de Bourbon (1870–1949)
  2. Maria Theresia von Spanien (1882–1912) ⚭ Prinz Ferdinand Maria von Bayern (1884–1958), Sohn von Ludwig Ferdinand von Bayern (1859–1949)
  3. Alfons XIII. (1886–1941), König von Spanien, ⚭ Victoria Eugénie von Battenberg (1887–1969), Tochter von Heinrich Moritz von Battenberg (1858–1896)
    1. Alfons Pius de Borbón (1907–1938) ⚭ (1) Edelmira Sampedro y Robato (1906–1994); ⚭ (2) Marta Rocafort y Altazarra (1913–1993)
    2. Jaime de Borbón (1908–1975) ⚭ (1) Emmanuelle de Dampierre (1913–2012); ⚭ (2) Charlotte Tiedemann (1919–1979)
      1. Alfons Jaime de Borbón (1936–1989), Unfall ⚭ María del Carmen Martínez-Bordiú y Franco (* 1951)
        1. Francisco (1972–1984)
        2. Louis Alphonse de Bourbon (* 1974) ⚭ María Margarita Vargas Santaella (* 1983)
          1. Eugenia (* 2007)
          2. Louis (* 2010)
          3. Alphonse (* 2010)
          4. Henri (* 2019)

      2. Gonzalo de Borbón (1937–2000) ⚭ (1) María del Carmen Harto y Montealegre (* 1947); ⚭ (2) María de las Mercedes Licer y García (* 1963); ⚭ (3) Emanuela Pratolongo (* 1960)

    3. Beatrice Isabel de Borbón y Battenberg (1909–2002) ⚭ Fürst Alessandro Torlonia (1911–1986)
    4. Fernando (1910)
    5. Maria Christina (1911–1996) ⚭ Graf Enrico Marone (1895–1968)
    6. Juan de Borbón y Battenberg (1913–1993) ⚭ María de las Mercedes de Borbón y Orleans (1910–2000), Tochter von Carlos Maria de Bourbon (1870–1949)
      1. María del Pilar von Spanien (1936–2020) ⚭ Luis Gómez-Acebo y Duque de Estrada (1934–1991)
      2. Juan Carlos I. (* 1938), König von Spanien, ⚭ Sophia von Griechenland (* 1938), Tochter von König Paul (Griechenland) (1901–1964)
        1. Elena von Spanien (* 1963) ⚭ Jaime de Marichalar (* 1963)
        2. Cristina von Spanien (* 1965) ⚭ Iñaki Urdangarin (* 1968)
        3. Felipe VI. (* 1968), König von Spanien, ⚭ Letizia von Spanien (* 1972)
          1. Leonor von Spanien (* 2005)
          2. Sofía de Borbón y Ortiz (* 2007)

      3. Margarita de Borbón (* 1939) ⚭ Carlos Zurita y Delgado (* 1943)
      4. Alfons de Borbón (1941–1956)

    7. Gonzalo de Borbón y Battenberg (1914–1934)

###### Linie Bourbon-Sevilla
1. Enrique María Fernando Carlos Francisco Luis de Borbón y Borbón-Dos Sicilias (1823–1870), 1. Herzog von Sevilla ⚭ Elena María de Castellvi y Shelly (1821–1863) → Vorfahren siehe oben Linie Bourbon-Anjou
  1. Enrique (1848–1894), 2. Herzog von Sevilla ⚭ Joséphine Parade (1840–1939)
    1. María Luisa (1868–1949), 3. Herzogin von Sevilla ⚭ Juan Monclús y Cabanellas
    2. Marta (1880–1928)
    3. Enriqueta (1888–1967), 4. Herzogin von Sevilla ⚭ Francisco de Borbón y de la Torre (1882–1952)

  2. Luis (1851–1854)
  3. Francisco (1853–1942) ⚭ (I) María Luisa de La Torre y Bassave (1856–1887); ⚭ (II) Felisa de León y Navarro de Balboa (1861–1943)
    1. Elena (1878–1936) ⚭ José de Oltra y Fullana (1878–1966)
    2. María Luisa (1880–1968) ⚭ Diego González-Conde y García de la Cuesta (1876–1954)
    3. Francisco de Borbón y de la Torre (1882–1952) ⚭ Enriqueta de Borbón (1885–1967), Tochter von Enrique von Bourbon-Sevilla (1848–1894)
      1. Isabel (1908–1974) ⚭ Rinaldo Barucci (1900–1956)
      2. Enrique (1909–1915)
      3. Francisco (1912–1995) ⚭ (I) Enriqueta Escasany y Miguel (1925–1962); ⚭ (II) María Josefa García de Lóbez y Salvador (1928–2002)
        1. Francisco de Paula de Borbón y Escasany (* 1943), 5. Herzog von Sevilla ⚭ (I) Beatrix Gräfin von Hardenberg (* 1947); ⚭ (II) Elisabeth Karanitsch (* 1959); ⚭ (III) María de los Ángeles de Vargas-Zuñiga de Juanes
          1. Olivia (* 1974) ⚭ Julián Porras Toledano
          2. Cristina (* 1975)
          3. Francisco (* 1979)

        2. Alfonso (* 1945) ⚭ María Luisa Yordi y Villacampa (* 1949)
          1. Alfonso (* 1973)
          2. Alejandra (* 1976) ⚭ Bosco Ussía Hornedo

        3. Enrique (* 1970)

    4. José María (1883–1962) ⚭ María Luisa Rich y Carbajo (1890–1926)
      1. José (1910–1936) ⚭ María de Salsas y Puig (* 1912)
      2. María Luisa (1911–1930)
      3. Fernando (1913–1914)
      4. Carlos (1915–1978) ⚭ María del Milagros de Oro y Fernández de Ceballos (1916–1993)
        1. Carlos José (* 1940)
        2. María del Milagros (* 1941) ⚭ Juan Ignacio López y Pérez (* 1931)

      5. Alberto (1916–1997) ⚭ María de los Dolores Campos y Guerra (* 1920)
        1. Enrique (1948–2005)
        2. Beatriz (1949–2008) ⚭ (I) Jean-Bernard Venturini (1944–2010); ⚭ (II) Anders Jeffert (* 1947)
        3. María Luisa (* 1951) ⚭ (I) Diego San Juan (* 1948); ⚭ (II) Luis de Zuloaga y Gallejo (* 1943)
        4. Juan Carlos (1953)

      6. Beatriz (1918–2000) ⚭ Juan Ricoy y Pereira (1908–1964)
      7. Álvaro (1922–2000) ⚭ María del Carmen Cruz y Villén (* 1930)
        1. María del Milagros (* 1962) ⚭ Manuel Molina y Munoz (* 1959)
        2. María del Carmen (* 1962) ⚭ Gustavo Adolfo Porras y Chavarino (* 1965)

    5. María de los Dolores (1887–1985)
    6. Enrique (1891–1936) ⚭ Isabel Esteban y Iranzo (1894–1964)
      1. Isabel (1918–2009)
      2. Jaime (1921–1936)

    7. Alfonso (1893–1936) ⚭ María Luisa de Caralt y Mas (1898–1981)
      1. Alfonso (* 1926) ⚭ María Teresa de Rojas y Roca de Togores (* 1929)
        1. María José (* 1958) ⚭ Ramón José de la Cierva y García-Bermúdez (* 1956)
        2. Ana Isabel (1960–2011) ⚭ Daniel Tobar y Rojas (* 1950)
        3. María Leticia (* 1962) ⚭ Antonio de Benavides y González-Rivera (* 1962)

      2. Luis (1927–1952)

    8. Blanca (1898–1989) ⚭ Luis de Figueroa y Alonso-Martínez (1890–1963)

  4. Alberto (1854–1939), 1. Herzog von Santa Elena ⚭ (I) Marguerite d'Ast de Novelé (1855–1915); ⚭ (II) Clotilda de Gallo Ruiz y Díaz de Bustamente (1869–1936); ⚭ (III) Isabel Rodríguez de Castro y Bueno (1888–1947)
    1. Isabel (1879–1966)
    2. María Immaculada (1880–1967)
    3. Alberto (1883–1959), 2. Herzog von Santa Elena ⚭ María Luisa Pintó y de Lecanda (1887–1976)
      1. Alfonso (1909–1938) ⚭ María de las Angustias Pérez de Pulgar y Alba (1907–1939)
        1. Alberto Enrique (1933–1995), 3. Herzog von Santa Elena ⚭ Eugenia Sanchiz y Mendaro (* 1934)
          1. Alberto (1960)
          2. Gonzalo (* 1961), 4. Herzog von Santa Elena ⚭ (I) Patricia Doornkamp (* 1958); ⚭ (II) María Escrivá de Romaní y Soto (* 1956)
            1. María (* 1994) ⚭ Carmona 13. Oktober 2018 José Maria de Valdenebro del Rey
            2. Eugenia (* 1994)
            3. Alfonso (* 1995)

          3. Luisa (* 1962)
          4. Eugenia (* 1962)

        2. María de las Angustias (* 1935)
        3. Alfonso (1937–2007) ⚭ Inés Medina y Atienza (1939–2008)
          1. Alfonso (1963–2005) ⚭ Amelia Pérez y Menzel (* 1962)
            1. Alfonso (* 1999)

          2. Fernando (* 1966) ⚭ María Vallejo y Miras (* 1970)
            1. Fernando (* 2001)
            2. Sofía (* 2002)
            3. Ignacio (* 2005)

          3. Jaime (* 1971) ⚭ Patricia García de la Mata y Alonso (* 1971)

      2. María Luisa (* 1918) ⚭ Nicolás Gereda y Bustamante (1916–1991)

  5. María del Olvido (1863–1907) ⚭ Carlos Fernández-Maquieira y Oyanguren (1855–1897)

###### Linie Bourbon-Sizilien
1. Ferdinand I. (Sizilien) (1751–1825), König von Neapel und Sizilien ⚭ (1) Maria Karolina von Österreich (1752–1814), Tochter von Kaiserin Maria Theresia (1717–1780); (II) Lucia Migliaccio (1770–1826) → Vorfahren siehe oben Linie Bourbon-Anjou
  1. Maria Theresia von Bourbon-Sizilien (1772–1807) ⚭ Kaiser Franz II. (HRR) (1768–1835)
  2. Luisa Maria von Bourbon-Sizilien (1773–1802) ⚭ Großherzog Ferdinand III. (Toskana) (1769–1824)
  3. Carlo von Bourbon-Sizilien (1775–1778)
  4. Maria Anna von Bourbon-Sizilien (1775–1780)
  5. Franz I. (Sizilien) (1777–1830), König beider Sizilien ⚭ (1) Maria Klementine von Österreich (1777–1801), Tochter von Kaiser Leopold II. (HRR) (1747–1792); ⚭ (2) Maria Isabel von Spanien (1789–1848), Tochter von König Karl IV. (Spanien) (1748–1819)
    1. Maria Karolina von Bourbon-Sizilien (1798–1870) ⚭ (1) Charles Ferdinand de Bourbon (1778–1820); ⚭ (2) Ettore Lucchesi Palli (1806–1864)
    2. Fernando Francesco (1800–1801)
    3. Luisa Carlota von Bourbon-Sizilien (1804–1844) ⚭ Francisco de Paula de Borbón (1794–1865)
    4. Maria Christina von Bourbon-Sizilien (1806–1878) ⚭ (1) König Ferdinand VII. (Spanien) (1784–1833); ⚭ (2) Agustín Fernando Muñoz y Sánchez (1808–1873)
    5. Ferdinand II. (Sizilien) (1810–1859), König beider Sizilien ⚭ (1) Maria Christina von Savoyen (1812–1836), Tochter von König Viktor Emanuel I. von Sardinien (1759–1824); ⚭ (2) Maria Theresia von Österreich (1816–1867), Tochter von Erzherzog Karl von Österreich-Teschen (1771–1847)
      1. Franz II. (Sizilien) (1836–1894), letzter König beider Sizilien ⚭ Marie in Bayern (1841–1925), Tochter von Herzog Max Joseph in Bayern (1808–1888)
        1. Maria Cristina (1869–1870)

      2. Ludwig von Bourbon-Sizilien (1838–1886), Graf von Trani ⚭ Mathilde in Bayern (1843–1925), Tochter von Herzog Max Joseph in Bayern (1808–1888)
        1. Maria Theresia von Bourbon-Sizilien (1867–1909) ⚭ Wilhelm von Hohenzollern (1864–1927)

      3. Alberto (1839–1844), Graf von Castro-Giovanni
      4. Alfons Maria von Bourbon-Sizilien (1841–1934), Graf von Caserta ⚭ Maria Antonia von Bourbon-Sizilien (1851–1938), Tochter von Prinz Francesco, Graf von Trapani (1827–1892)
        1. Ferdinand von Bourbon-Sizilien (1869–1960), Herzog von Kalabrien ⚭ Maria von Bayern (1872–1954), Tochter von König Ludwig III. (Bayern) (1845–1921)
          1. Maria Antonietta (1898–1957)
          2. Maria Cristina (1899–1985) ⚭ Manuel Sotomayor Luna (1884–1949)
          3. Roger (1901–1914), Herzog von Noto
          4. Barbara (1902–1927) ⚭ Franz Xaver zu Stolberg-Wernigerode (1894–1947)
          5. Lucia (1908–2001) ⚭ Eugen von Savoyen-Genua (1906–1996), Sohn von Thomas von Savoyen-Genua (1854–1931)
          6. Urraca (1913–1999)

        2. Carlos Maria de Bourbon (1870–1949), heiratete 1901 die Schwester des Königs Alfons XIII. von Spanien, Prinzessin María de las Mercedes de Borbón (1880–1904), seinerzeit Thronerbin ihres Bruders. Aufgrund der von Karl III. 1759 in einer Pragmatischen Sanktion verfügten Trennung der spanischen von der sizilianischen Krone verzichtete er auf seine etwaigen sizilianischen Thronansprüche, erwarb die spanische Staatsangehörigkeit und nahm als „Don Carlos“, den Titel eines Infanten von Spanien an. Nachdem sein Schwager König Alfons XIII. jedoch Vater von sieben Kindern wurde, entfiel der Grund für seinen sizilianischen Verzicht. ⚭ (2) Louise d’Orléans (1882–1958), Tochter von Prinz Louis Philippe Albert d’Orléans, comte de Paris (1838–1894)
          1. Alfons von Bourbon-Sizilien (1901–1964) ⚭ Alice von Bourbon-Parma (* 1917), Tochter von Elias von Bourbon-Parma (1880–1959). Er beanspruchte 1960 nach dem Tod seines Onkels Ferdinand, Herzog von Kalabrien, die Stellung als Chef des Hauses, in Konkurrenz zu seinem Onkel Ranieri, Herzog von Castro.
            1. Theresa (* 1937) ⚭ Inigo Moreno y Artega, Marqués de Laula (* 1934)
            2. Carlos von Bourbon-Sizilien (1938–2015), Infant von Spanien, Prinz beider Sizilien, Herzog von Kalabrien ⚭ Anne Marguerite Brigitte Marie d’Orléans (* 1938), Tochter von Henri Robert Ferdinand Marie Louis Philippe d’Orléans (1908–1999)
              1. Cristina (* 1966) ⚭ Pedro López-Quesada y Fernández Urrutia (* 1964)
              2. Maria (* 1967) ⚭ Simeon von Österreich (* 1958)
              3. Pedro (* 1968), Herzog von Kalabrien ⚭ Sofia Landaluce y Melgarejo (* 1973)
                1. Jaime (* 1993), Herzog von Noto
                2. Juan (* 2003)
                3. Pablo (* 2004)
                4. Pedro (* 2005)
                5. Sofia (* 2008)
                6. Blanca (* 2011)
                7. Maria (* 2015)

              4. Inès (* 1971) ⚭ Michele Carrelli Palombi (* 1965)
              5. Victoria (* 1976) ⚭ Markos Nomikos (* 1965)

            3. Inés Maria (* 1940) ⚭ Luis Morales y Aguado (1933–2000)

          2. Ferdinand (1903–1905)
          3. Isabel Alfonsa (1904–1985) ⚭ Jan Zamoyski (1900–1961)
          4. Carlos (1908–1936), gefallen
          5. Dolores (1909–1996) ⚭ (1) Joseph August Czartoryski (1907–1946); ⚭ (2) Carlos Chias Osorio (* 1925)
          6. María de las Mercedes de Borbón y Orleans (1910–2000) ⚭ Juan de Borbón y Battenberg (1913–1993)
          7. María de la Esperanza de Borbón-Dos Sicilias y Orleans (1914–2005) ⚭ Pedro Gastão d’Orléans-Bragança (1913–2007)

        3. Francesco (1873–1876)
        4. Maria Immaculata von Bourbon-Sizilien (1874–1947) ⚭ Johann Georg von Sachsen (1869–1938)
        5. Maria Christina von Bourbon-Sizilien (1877–1947) ⚭ Peter Ferdinand von Österreich-Toskana (1874–1948)
        6. Maria Pia (1878–1973) ⚭ Prinz Ludwig von Orléans (1878–1920), Sohn von Gaston d’Orléans, comte d’Eu (1842–1922)
        7. Marie Josephine (1880–1971)
        8. Gennaro (1882–1944) ⚭ Beatrice Dorothy Bordessa (1879–1963)
        9. Ranieri (1883–1973), Herzog von Castro (nach Tod seines Bruders Ferdinand aufgrund Verzichts seines Bruders Carlos Chef des Hauses Bourbon-Sizilien) ⚭ Maria Carolina Gräfin Zamoyska
          1. Maria del Carmen (* 1924)
          2. Ferdinand (1926–2008), Herzog von Castro ⚭ Chantal de Chevron-Villette (1925–2005)
            1. Beatrice (* 1950) ⚭ Prinz Charles Napoléon (* 1950)
            2. Anne (* 1957) ⚭ Baron Jacques Cochin (* 1951)
            3. Carlo (* 1963), Herzog von Castro, Thronprätendent in Rivalität zu seinem Vetter Carlos, ⚭ Camilla Crociani (* 1971)
              1. Maria Carolina (* 2003), Herzogin von Palermo
              2. Maria Chiara (* 2005), Herzogin von Capri

        10. Philippe (1885–1949) ⚭ (1) Marie Louise d'Orléans (1896–1973), Tochter von Emmanuel d’Orléans, duc de Vendôme (1872–1931); ⚭ (2) Odette Labori (1902–1968)
          1. Gaetano (1917–1984) ⚭ Olivia Yarrow (1917–1987)
            1. Adrian Philip (* 1948) ⚭ Linda Idensohn (* 1950)
              1. Philippe Charles (* 1977) ⚭ Kerry Kate Henderson
              2. Michelle Laura (* 1979) ⚭ James Moss-Gibbons (* 1976)

            2. Gregory Peter (* 1950) ⚭ (1) Maureen Powell (* 1951); ⚭ (2) Carrie-Ann Thornley (* 1945)
              1. Christian Peter (* 1974) ⚭ Bridgette Dick (* 1976)
                1. Bronwen
                2. Alexander

              2. Raymond (* 1978) ⚭ Ashley Dunning-McManmon
                1. Andrew (* 2012)
                2. Daniella (* 2014)

        11. Francesco d’Assisi (1888–1914)
        12. Gabriel (1897–1975) ⚭ (1) Malgorzata Izabella Czartoryska (1902–1929); ⚭ (2) Cecylia Lubomirska (1907–2001)
          1. Antoine (1929–2019) ⚭ Elisabeth von Württemberg (1933–2022), Tochter von Philipp Albrecht Herzog von Württemberg (1893–1975)
            1. Franz (* 1960) ⚭ Alexandra von Schönborn-Wiesentheid (* 1967)
              1. Antoine (* 2003)
              2. Dorothée (* 2005)

            2. Maria Carolina (* 1962) ⚭ Andreas Baumbach (* 1963)
            3. Gennaro (* 1963)
            4. Maria Annunziata (* 1973) ⚭ Carl Fredrik Creutz (* 1971)

          2. Jean (1933–2000)
          3. Maria Margarita (1934–2014) ⚭ Luís Gonzaga Maldonado y Gordon (* 1932)
          4. Maria Immaculata (* 1937) ⚭ Miguel García de Saéz y Tellecea (1921–1982)
          5. Casimir (* 1938) ⚭ Maria Christina von Savoyen-Aosta (* 1933), Tochter des Amadeus, 3. Herzog von Aosta (1898–1942)
            1. Luís (* 1970) ⚭ Christine Apovian (* 1969)
              1. Anna Sophia (* 1999)

            2. Anna Cecilia (* 1971) ⚭ Rodolphe Comte de Causans (* 1973)
            3. Elena Sofia (* 1973)
            4. Alexander (* 1974), Priester

      5. Maria Annunziata von Bourbon-Sizilien (1843–1871) ⚭ Karl Ludwig von Österreich (1833–1896)
      6. Maria Immaculata von Bourbon-Sizilien (1844–1899) ⚭ Karl Salvator von Österreich-Toskana (1839–1892)
      7. Gaetano Maria (1846–1871), Graf von Girgenti ⚭ Isabella von Spanien (1851–1931), Tochter von Königin Isabella II. (Spanien) (1830–1904)
      8. Giuseppe Maria (1848–1851), Graf von Lucera
      9. Maria Pia von Bourbon-Sizilien (1849–1882) ⚭ Robert I. (Parma) (1848–1907)
      10. Vincenzo Maria (1851–1854), Graf von Melazzo
      11. Pasquale Maria (1852–1904), Graf von Bari ⚭ Blanche Marconnay (1848–1926)
      12. Maria Luisa von Bourbon-Sizilien (1855–1874) ⚭ Enrico von Bourbon-Parma (1851–1905), Sohn von Karl III. (Parma) (1823–1854)
      13. Gennaro (1857–1867), Graf von Caltagirone

    6. Carlo Fernando (1811–1862), Fürst von Capua ⚭ Penelope Smyth (1815–1882)
      1. Francesco (1837–1918)
      2. Vittoria (1838–1885)

    7. Leopoldo Benjamin (1813–1860) ⚭ Maria von Savoyen-Carignan (1814–1874)
      1. Isabella (1838)

    8. Maria Antonia von Bourbon-Sizilien (1814–1898) ⚭ Großherzog Leopold II. (Toskana) (1797–1870)
    9. Antonio (1816–1843), Graf von Lecce
    10. Maria Amelia (1818–1857) ⚭ Sebastian Gabriel von Bourbon (1811–1875), Sohn von Peter Karl von Bourbon (1786–1812)
    11. Maria Carolina (1820–1861) ⚭ Carlos Luis de Borbón (1818–1861), Prätendent
    12. Teresa Maria Cristina von Bourbon-Sizilien (1822–1889) ⚭ Kaiser Peter II. (Brasilien) (1825–1891)
    13. Luigi Carlo (1824–1897), Graf von Aquila ⚭ Januária von Brasilien (1822–1901), Tochter von Kaiser Peter I. (Brasilien) (1798–1834)
      1. Luigi (1845–1909) ⚭ Amelia Bellow-Hamel y Penot (1847–1914)
        1. Gennara (1870–1941) ⚭ William Freeman (1845–1907)
        2. Luigi (1873–1940), Graf von Roccaguglielma ⚭ (1) Enrica Weiss (1880–1947); ⚭ (2) Adeline Landegren (1875–1959)
          1. Luigi (1898–1967) ⚭ Marie Louise de Clermont-Tonnerre (1894–1941)
            1. Marie Christine (* 1933) ⚭ Michel Denizot (1923–2011)

          2. Gennara (1903–1982) ⚭ Alfonso Bongiorno (1908–1980)
          3. Carlo (1905–1968) ⚭ Fanny Greco (1905–1977)
            1. Isabella (* 1926) ⚭ (1) José Manuel Gutiérrez (* 1921); ⚭ (2) Isidoro-Mariano Vejo Rodriguez (1915–2007)

      2. Isabella (1846–1859)
      3. Filippo (1847–1922) ⚭ Flora Boonen (1847–1912)
      4. Emanuele (1851)

    14. Francesco (1827–1892), Graf von Trapani ⚭ Maria Isabella von Österreich-Toskana (1834–1901), Tochter von Großherzog Leopold II. (Toskana) (1797–1870)
      1. Maria Antonia von Bourbon-Sizilien (1851–1938) ⚭ Alfons Maria von Bourbon-Sizilien (1841–1934)
      2. Leopold (1853–1870)
      3. Teresa (1855–1856)
      4. Carolina (1856–1941) ⚭ Andrzej Zamoyski (1852–1927)
      5. Ferdinand (1857–1859)
      6. Annunziata (1858–1873)

  6. Christina von Bourbon-Sizilien (1779–1783)
  7. Maria Christina von Bourbon-Sizilien (1779–1849) ⚭ König Karl Felix (Sardinien-Piemont) (1765–1831)
  8. Carlo Gennaro (1780–1789)
  9. Giuseppe Carlo (1781–1783)
  10. Maria Amalia von Bourbon-Sizilien (1782–1866) ⚭ König Louis-Philippe I. (1773–1850), gen. Bürgerkönig
  11. Maria Cristina (1783)
  12. Maria Antonia von Bourbon-Sizilien (1784–1806) ⚭ König Ferdinand VII. (Spanien) (1784–1833)
  13. Maria Clothilda (1786–1792)
  14. Maria Enrichetta (1787–1792)
  15. Carlo Gennaro (1788–1789)
  16. Leopold von Bourbon-Sizilien (1790–1851), Fürst von Salerno ⚭ Maria Klementine von Österreich (1798–1881), Tochter von Kaiser Franz II. (HRR) (1768–1835)
    1. Maria Karolina Augusta von Bourbon-Sizilien (1822–1869) ⚭ Henri d’Orléans, duc d’Aumale (1822–1897)
    2. Ludwig (1824)

  17. Alberto Maria (1792–1798)
  18. Maria Isabella (1793–1801)

###### Linie Bourbon-Braganza
1. Gabriel Antonio (1752–1788) ⚭ Maria Anna von Portugal (1768–1788), Tochter von König Peter III. (Portugal) (1717–1786) (Haus Braganza) → Vorfahren siehe oben Linie Bourbon-Anjou
  1. Peter Karl (1786–1812) ⚭ Maria Theresia von Portugal (1793–1874), Tochter von König Johann VI. (Portugal) (1767–1826)
    1. Sebastian Gabriel (1811–1875) ⚭ (1) Maria Amelia von Sizilien (1818–1857), Tochter von König Franz I. (Sizilien) (1777–1830); ⚭ (2) Maria Cristina de Borbón (1833–1902), Tochter von Francisco de Paula de Borbón (1794–1865)
      1. Francisco (1861–1923), 1. Herzog von Marchena ⚭ María del Pilar de Muguiro y Beruete (1869–1926)
        1. María Cristina (1889–1981), 2. Herzogin von Marchena ⚭ Leopold Walford (1881–1958)
        2. Elena (1890–1910)
        3. María de los Ángeles (1895–1964) ⚭ Graf Johann Ostroróg (1896–1975)

      2. Pedro de Alcántara (1862–1892), 1. Herzog von Dúrcal ⚭ María de la Caridad de Madán y Uriondo (1867–1912)
        1. María Cristina (1886–1985) ⚭ Maurits Raedinck van Vollenhoven (1882–1944)
        2. María Pia (1888–1969) ⚭ (1) Rafaelo Padilla y Avila (1887–1945); ⚭ (2) Guillermo Ramón de Achával Rodríguez Casas (1885–1971)
        3. Fernando Sebastian (1891–1944), 2. Herzog von Dúrcal ⚭ María Letitia Bosch-Labrús y Blat (1890–1981)
          1. María Cristina (1913–2002), 3. Herzogin von Dúrcal ⚭ Antenor Patiño y Rodríguez (1896–1982)
          2. Leticia (1915–2008) ⚭ (1) Marchese Paolo Venturi Ginori Lisci (1915–2000); ⚭ (2) Stefano Franceschi (1909–1981)

      3. Luis (1864–1889), 1. Herzog von Ansola ⚭ María Ana Bernaldo de Quirós y Munoz (1866–1934)
        1. Luis Alfonso (1887–1945), 2. Herzog von Ansola ⚭ Beatrice Harrington (1881–1945)
        2. Manfredo (1889–1979), 3. Herzog von Ansola ⚭ (1) Leticia de Santa Marina y Romero (1889–1925); ⚭ (2) María Teresa de Mariátegui y Arteaga (1914–1996)

      4. Alfonso (1866–1934) ⚭ Julia Méndez y Morales (1871–1935)
      5. Gabriel (1869–1889)

  2. María Carlota (1787)
  3. Carlos (1788)

###### Linie Bourbon-Parma
1. Philipp (Parma) (1720–1765), Herzog von Parma ⚭ Marie Louise Élisabeth de Bourbon (1727–1759), Tochter von König Ludwig XV. (1710–1774) → Vorfahren siehe oben Linie Bourbon-Anjou
  1. Isabella von Bourbon-Parma (1741–1763) ⚭ Kaiser Joseph II. (1741–1790)
  2. Ferdinand (Parma) (1751–1802) ⚭ Maria Amalia von Österreich (1746–1804), Tochter von Kaiserin Maria Theresia (1717–1780)
    1. Caroline von Bourbon-Parma (1770–1804) ⚭ Prinz Maximilian von Sachsen (1759–1838)
    2. Ludwig (Etrurien) (1773–1803) ⚭ Maria Luisa von Spanien (1782–1824), Tochter von König Karl IV. (Spanien) (1748–1819)
      1. Karl II. (Parma) (1799–1883) ⚭ Maria Theresia von Savoyen (1803–1879), Tochter von König Viktor Emanuel I. (1759–1824)
        1. Luisa (1821–1823)
        2. Karl III. (Parma) (1823–1854) ⚭ Louise Marie Thérèse d’Artois (1819–1864), Tochter von Charles Ferdinand de Bourbon (1778–1820)
          1. Margarethe (1847–1893) ⚭ Infant Carlos María de Borbón (1848–1909)
          2. Robert I. (Parma) (1848–1907) ⚭ (I) Maria Pia von Bourbon-Sizilien (1849–1882), Tochter von König Ferdinand II. (Sizilien) (1810–1859); ⚭ (II) Maria Antonia von Portugal (1862–1959), Tochter von König Michael I. (Portugal) (1802–1866)
            1. Marie Louise von Bourbon-Parma (1870–1899) ⚭ Zar Ferdinand I. (Bulgarien) (1861–1948)
            2. Ferdinand (1871–1872)
            3. Luisa (1872–1943)
            4. Heinrich (1873–1939)
            5. Maria Immaculata (1874–1914)
            6. Joseph (1875–1950)
            7. Maria Teresa (1876–1959)
            8. Maria Pia (1877–1915)
            9. Beatrice (1879–1946) ⚭ Pietro Lucchesi Palli (1870–1939)
            10. Elias von Bourbon-Parma (1880–1959) ⚭ Maria Anna von Österreich-Teschen (1882–1940), Tochter von Erzherzog Friedrich von Österreich-Teschen (1856–1936)
              1. Elisabeth (1904–1983)
              2. Karl Ludwig (1905–1912)
              3. Maria Franziska (1906–1994)
              4. Robert (II.) (1909–1974)
              5. Franz (1913–1939)
              6. Johanna Isabella (1916–1949)
              7. Alice (1917–2017) ⚭ Prinz Alfons von Bourbon-Sizilien (1901–1964), Herzog von Kalabrien
              8. Maria Christina (1925–2009)

            11. Maria Anastasia (1881)
            12. Auguste (1882)
            13. Adelheid (1885–1959)
            14. Sixtus von Bourbon-Parma (1886–1934) ⚭ Hedwig de La Rochefoucauld (1896–1986)
              1. Isabelle (1922–2015) ⚭ Roger de La Rochefoucauld (1915–1970)

            15. Franz Xaver von Bourbon-Parma (1889–1977), Prätendent ⚭ Madeleine de Bourbon-Busset (1898–1984), Tochter von Graf Georges de Lignières (1860–1932)
              1. Françoise (* 1928) ⚭ Eduard von Lobkowicz (1926–2010)
              2. Carlos Hugo von Bourbon-Parma (1930–2010), Prätendent ⚭ Irene von Oranien-Nassau (* 1939), Tochter von Königin Juliana (Niederlande) (1909–2004)
                1. Carlos Xavier (* 1970), Prätendent ⚭ Annemarie Gualthérie van Weezel, Grafin von Molina (* 1977)
                  1. Luisa (* 2012)
                  2. Cecilia (* 2013)
                  3. Carlos Prinz von Piacenza (* 2016)
                  4. Zita (* 2014)
                  5. Gloria Irene (* 2016)

                2. Jaime Bernardo von Bourbon-Parma (* 1972) ⚭ Viktória Cservenyák (* 1982)
                3. Margarita (* 1972) ⚭ (I) Edwin de Roy van Zuydewijn (* 1966); ⚭ (II) Tjalling ten Cate (* 1975)
                4. Maria Carolina (* 1974) ⚭ Albert Brenninkmeijer (* 1974)

              3. María Teresa de Borbón-Parma (1933–2020), Soziologin
              4. Cécile (* 1935)
              5. Marie-des-Neiges (* 1937)
              6. Sixto von Bourbon-Parma (* 1940), Gegenprätendent

            16. Francesca Giuseppa (1890–1978)
            17. Zita von Bourbon-Parma (1892–1989) ⚭ Kaiser Karl I. (Österreich-Ungarn) (1887–1922)
            18. Felix von Bourbon-Parma (1893–1970) ⚭ Großherzogin Charlotte (Luxemburg) (1896–1985), Tochter von Großherzog Wilhelm IV. (Luxemburg) (1852–1912)
              1. Jean (Luxemburg) (1921–2019) ⚭ Joséphine Charlotte von Belgien (1927–2005), Tochter von König Leopold III. (Belgien) (1901–1983)
                1. Marie-Astrid (* 1954) ⚭ Carl Christian von Österreich (* 1954)
                2. Henri (Luxemburg) (* 1955) ⚭ Maria Teresa Mestre (* 1956)
                  1. Guillaume von Luxemburg (* 1981) ⚭ Stéphanie de Lannoy (* 1984)
                    1. Charles von Luxemburg (* 2020)

                  2. Félix von Luxemburg (* 1984) ⚭ Claire Lademacher (* 1985), Tochter von Hartmut Lademacher (* 1948)
                    1. Amalia (* 2014)
                    2. Liam (* 2016)

                  3. Louis (* 1986) ⚭ Tessy Antony (* 1985)
                    1. Gabriel (* 2006)
                    2. Noah (* 2007)

                  4. Alexandra von Luxemburg (* 1991)
                  5. Sébastien von Luxemburg (* 1992)

                3. Jean von Luxemburg (* 1957) ⚭ (I) Hélène Vestur (* 1958); ⚭ (II) Diane de Guerre (* 1962)
                  1. Marie-Gabrielle (* 1986) ⚭ Antonius Willms (* 1988)
                  2. Constantin (* 1988)
                  3. Wenceslas (* 1990)
                  4. Carl-Johann (* 1992)

                4. Margaretha (* 1957) ⚭ Nikolaus von Liechtenstein (* 1947)
                5. Guillaume (* 1963) ⚭ Sibilla Weiller (* 1968)
                  1. Paul-Louis (* 1998)
                  2. Léopold (* 2000)
                  3. Charlotte (* 2000)
                  4. Jean (* 2004)

              2. Elisabeth von Luxemburg (1922–2011) ⚭ Franz Ferdinand von Hohenberg (1927–1977), Sohn von Herzog Maximilian Hohenberg (1902–1962)
              3. Marie Adélaïde (1924–2007) ⚭ Carl Josef Henckel von Donnersmarck (1928–2008)
              4. Marie Gabrielle (* 1925) ⚭ Knud von Holstein-Ledreborg (1919–2001)
              5. Charles (1927–1977) ⚭ Joan Douglas Dillon (* 1935), Tochter von C. Douglas Dillon (1909–2003)
                1. Charlotte (* 1967) ⚭ Marc Cunningham (* 1965)
                2. Robert (* 1968) ⚭ Julie Ongaro (* 1966)
                  1. Charlotte (* 1995)
                  2. Alexandre (* 1997)
                  3. Frederik (* 2002)

              6. Alix (* 1929) ⚭ Antoine Fürst von Ligne (1925–2005)

            19. René von Bourbon-Parma (1894–1962) ⚭ Margaretha von Dänemark (1895–1992), Tochter von Prinz Waldemar von Dänemark (1858–1939)
              1. Jacques (1922–1964) ⚭ Birgitte von Holstein-Ledreborg (1922–2009)
                1. Philippe (* 1949) ⚭ Annette Smith (* 1955)
                  1. Jacques (* 1986)
                  2. Joseph (* 1989) ⚭ Anne Louise Bogelov Budd

                2. Lorraine (* 1951)
                3. Alain (* 1955) ⚭ Inge Andersen (* 1948)

              2. Anna von Bourbon-Parma (1923–2016) ⚭ König Michael I. (Rumänien) (1921–2017)
              3. Michel de Bourbon-Parma (1926–2018) ⚭ (I) Yolande de Broglie-Revel (1928–2014); ⚭ (II) Maria Pia von Savoyen (* 1934), Tochter von König Umberto II. (Italien) (1904–1983)
                1. Inès (1952–1981)
                2. Eric (* 1953) ⚭ Lydia von Holstein-Ledreborg (* 1955)
                  1. Antoinette (* 1981) ⚭ Martin Krusbæk (* 1982)
                  2. Marie Gabrielle (* 1982)
                  3. Alexia (* 1985) ⚭ Fabian Davis (* 1984)
                  4. Michel (* 1989)
                  5. Henri (* 1991)

                3. Sybille (* 1954) ⚭ Craig Richards (* 1962)
                4. Victoire (1957–2001) ⚭ (I) Ernst von Gecmen-Waldek (* 1943); ⚭ (II) Carlos Rodriguez (* 1956)
                5. Charles (* 1961) ⚭ Constance de Ravinel (* 1970)
                  1. Amaury (* 1991)
                  2. Charlotte (* 1993)
                  3. Elisabeth (* 1996)
                  4. Zita (* 1999)

              4. André (1928–2011) ⚭ Marina Gacry (* 1935)
                1. Tania (* 1961) ⚭ Gilbert Bécaud (* 1953)
                2. Astrid (* 1964)
                3. Axel (* 1967) ⚭ Raphaële de Montagnon (* 1971)
                  1. Côme (* 1997)
                  2. Alix (* 2000)
                  3. Aure (* 2004)

            20. Maria Antonia (1895–1977)
            21. Isabella (1898–1984)
            22. Ludwig (1899–1967) ⚭ Maria Francesca von Savoyen (1914–2001), Tochter von König Viktor Emanuel III. (1869–1947)
              1. Guy (1940–1991) ⚭ Brigitte Peu-Duvallon (1943–1993)
                1. Louis (* 1966) ⚭ Ariane Nicolet (* 1966)
                  1. Delphine (* 1992) ⚭ Matthieu Dupertuis (* 16. November 1989)
                  2. Guy (* 1995)

              2. Rémy (* 1942) ⚭ (I) Laurence Dufresne d'Arganchy (* 1951); ⚭ (II) Elisabeth Tardif (* 1954)
                1. Tristan (* 1974) ⚭ Shira Szabo (* 1979)
                  1. Talma (* 2012)

                2. Aude (* 1977)

              3. Chantal (* 1946) ⚭ (I) Panayotis Skinas (1937–2015); ⚭ (II) François-Henri des Georges (* 1941)
              4. Jean (* 1961) ⚭ Virginie Roatta (* 1964)
                1. Arnaud (* 1989)
                2. Christophe (* 1991)

            23. Henrietta (1903–1987)
            24. Gaetano (1905–1958) ⚭ Margarete von Thurn und Taxis (1909–2006)
              1. Diane (* 1932) ⚭ (I) Franz Josef von Hohenzollern (1926–1996), Sohn von Friedrich von Hohenzollern (1891–1965); ⚭ (II) Hans-Joachim Oehmichen (1920–1995)

          3. Alicia von Bourbon-Parma (1849–1935) ⚭ Großherzog Ferdinand IV. (Toskana) (1835–1908)
          4. Heinrich (1851–1905)

      2. Maria Luisa von Bourbon-Parma (1802–1857) ⚭ Prinz Maximilian von Sachsen (1759–1838)

    3. Maria Antonia von Bourbon-Parma (1774–1841)
    4. Charlotte von Bourbon-Parma (1777–1813)
    5. Philipp (1783–1786)
    6. Maria Luisa (1787–1789)

  3. Maria Luise von Bourbon-Parma (1751–1819) ⚭ König Karl IV. (Spanien) (1748–1819)

##### Linie Bourbon-Orléans
1. Philippe I. de Bourbon, duc d’Orléans (1640–1701)→ Vorfahren siehe oben Linie Bourbon-Vendôme
  1. Marie Louise d’Orléans (1662–1689) ⚭ König Karl II. (Spanien) (1661–1700)
  2. Philippe Charles (1664–1666), Herzog von Valois
  3. Anne Marie d’Orléans (1669–1728) ⚭ König Viktor Amadeus II. (1666–1732)
  4. Alexander Louis (1673–1676)
  5. Philippe II. de Bourbon, duc d’Orléans (1674–1723) ⚭ Françoise Marie de Bourbon (1677–1749), legitimierte uneheliche Tochter von Ludwig XIV. (1638–1715)
    1. (Kind, Demoiselle de Valois) (1693–1694)
    2. Marie Louise Élisabeth d’Orléans (1695–1719)
    3. Louise-Adelaide (1698–1743)
    4. Charlotte Aglaé d’Orléans (1700–1761) ⚭ Francesco III. d’Este (1698–1780), Herzog von Modena und Reggio
    5. Louis I. de Bourbon, duc d’Orléans (1703–1752) ⚭ Auguste von Baden-Baden (1704–1726), Tochter von Markgraf Ludwig Wilhelm (Baden-Baden) (1655–1707)
      1. Louis Philippe I. de Bourbon, duc d’Orléans (1725–1785) ⚭ Louise Henriette de Bourbon-Conti (1726–1759), Tochter von Louis Armand II. de Bourbon, prince de Conti (1695–1727)
        1. Louis-Philippe II. Joseph de Bourbon, duc d’Orléans (1747–1793), gen. Bürger Egalité ⚭ Louise Marie Adélaïde de Bourbon-Penthièvre (1753–1821), Tochter von Louis Jean Marie de Bourbon, duc de Penthièvre (1725–1793)
          1. Louis-Philippe I. (1773–1850), gen. der Bürgerkönig ⚭ Maria Amalia von Neapel-Sizilien (1782–1866), Tochter von Ferdinand I. (Sizilien) (1751–1825)
            1. Ferdinand Philippe d’Orléans, duc de Chartres (1810–1842) ⚭ Helene zu Mecklenburg-Schwerin (1814–1858), Tochter von Erbprinz Friedrich Ludwig zu Mecklenburg (1778–1819)
              1. Louis Philippe Albert d’Orléans, comte de Paris (1838–1894) ⚭ Maria Isabella d’Orléans-Montpensier (1848–1919), Tochter von Antoine d’Orléans, duc de Montpensier (1824–1890)
                1. Amélie d’Orléans (1865–1951) ⚭ König Karl I. (Portugal) (1863–1908)
                2. Louis Philippe Robert d’Orléans, duc d’Orléans (1869–1926) ⚭ Maria Dorothea von Österreich (1867–1932), Tochter von Joseph Karl Ludwig von Österreich (1833–1905)
                3. Hélène d’Orléans (1871–1951) ⚭ Herzog Emanuel Philibert von Savoyen-Aosta (1869–1931)
                4. Charles (1875)
                5. Isabelle d’Orléans, duchesse de Guise (1878–1961) ⚭ Jean d’Orléans, duc de Guise (1874–1940)
                6. Jacques Marie Antoine Clément (1880–1881)
                7. Louise d’Orléans (1882–1958) ⚭ Prinz Carlos Maria de Bourbon (1870–1949)
                8. Ferdinand d’Orléans, duc de Montpensier (1884–1924)

              2. Robert d’Orléans, duc de Chartres (1840–1910) ⚭ Françoise d’Orléans (1844–1925), Tochter von François d’Orléans, prince de Joinville (1818–1900)
                1. Marie d’Orléans (1865–1909) ⚭ Prinz Waldemar von Dänemark (1858–1939)
                2. Robert (1866–1885)
                3. Henri Philippe Marie d’Orléans (1867–1901)
                4. Marguerite (1869–1940) ⚭ Marie Armand Patrice de Macmahon, Herzog von Magenta
                5. Jean d’Orléans, duc de Guise (1874–1940) ⚭ Isabelle d’Orléans, duchesse de Guise (1878–1961), Tochter von Louis Philippe Albert d’Orléans, comte de Paris (1838–1894)
                  1. Isabelle Françoise Helene Marie d’Orléans (1900–1983)
                  2. Françoise (1902–1953) ⚭ Prinz Christoph von Griechenland (1888–1940)
                  3. Anne (1906–1986) ⚭ Amadeus, 3. Herzog von Aosta (1898–1942)
                  4. Henri d’Orléans (1908–1999) ⚭ Isabelle d’Orléans-Bragance (1911–2003), Tochter von Pedro d’Orléans-Braganza (1875–1940)
                    1. Isabelle (* 1932) ⚭ Friedrich Karl von Schönborn-Buchheim (* 1938)
                    2. Henri d’Orléans (1933–2019) ⚭ (I) Marie Therese von Württemberg, Herzogin von Montpensier (* 1934), Tochter von Philipp Albrecht Herzog von Württemberg (1893–1975); ⚭ (II) Micaela Cousino y Quinones de Leon (* 1938)
                      1. Marie (* 1959) ⚭ Gundakar, Prinz von und zu Liechtenstein (* 1949)
                      2. François, Graf von Clermont (1961–2017)
                      3. Blanche (* 1962)
                      4. Jean d’Orléans (* 1965) ⚭ Philomena de Tornos y Steinhardt (* 1977)
                        1. Gaston Louis Antoine Marie (* 2009)
                        2. Antoinette Léopoldine Jeanne Marie (* 2012)
                        3. Louise-Marguerite Éléonore Marie (* 2014)
                        4. Joseph Gabriel David Marie (* 2016)
                        5. Jacinthe Élisabeth-Charlotte Marie (* 2018)

                      5. Eudes, Herzog von Angoulême (* 1968) ⚭ Marie-Liesse de Rohan-Chabot (* 1969)
                        1. Thérèse Isabelle Marie Éléonore (* 2001)
                        2. Pierre Jean Marie (* 2003)

                    3. Hélène (* 1934) ⚭ Évrard, Graf de Limbourg-Stirum (1927–2001)
                    4. François d’Orléans (1935–1960)
                    5. Anne (* 1938) ⚭ Carlos von Bourbon-Sizilien (1938–2015)
                    6. Diane Herzogin von Württemberg (* 1940) ⚭ Carl Herzog von Württemberg (1936–2022)
                    7. Michel d’Orléans, Graf von Évreux (* 1941) ⚭ (I) Béatrice Pasquier de Franclieu (* 1941), geschieden; ⚭ (II) Barbara de Posch-Pastor (* 1951)
                      1. Clotilde (* 1968) ⚭ Édouard Crépy (* 1969)
                      2. Adélaide (* 1971) ⚭ Pierre-Louis Dailly (* 1968)
                      3. Charles-Philippe d’Orléans, Herzog von Anjou (* 1973) ⚭ Diana Alvares Pereira de Melo, Herzogin von Cadaval (* 1978)
                        1. Isabelle (* 2012)

                      4. François, Graf von Dreux (* 1982) ⚭ Theresia, Freiin von Einsiedel (* 1984)
                        1. Philippe (* 2017)

                    8. Jacques, Herzog von Orléans (* 1941) ⚭ Gersende de Sabran-Pontevès (* 1942)
                      1. Diane (* 1970) ⚭ Alexis de Noailles (1952–2014)
                      2. Charles-Louis, Herzog von Chartres (* 1972) ⚭ Illéana Manos (* 1970)
                        1. Philippe, Herzog von Valois (* 1998)
                        2. Louise (* 1999)
                        3. Hélène (* 2001)
                        4. Constantin (* 2003)
                        5. Isabelle (* 2005)

                      3. Foulques, Herzog von Aumale, Graf von Eu (* 1974)

                    9. Claude (* 1943) ⚭ (I) Amadeus von Savoyen (1943–2021), Herzog von Aosta; ⚭ (II) Arnaldo La Cagnina (* 1929); ⚭ (III) Enrico Gandolfi (1941–2015)
                    10. Chantal (* 1946) ⚭ François-Xavier de Sambucy de Sorgue (* 1943)
                    11. Thibaut, Graf von La Marche (1948–1983) ⚭ Marion Mercedes Gordon-Orr (* 1942)
                      1. Robert, Graf von La Marche (* 1976)
                      2. Louis-Philippe (1979–1980)

            2. Louise d’Orléans (1812–1850) ⚭ König Leopold I. (Belgien) (1790–1865)
            3. Marie Christine d’Orléans (1813–1839) ⚭ Alexander Friedrich Wilhelm von Württemberg (1804–1881)
            4. Louis d’Orléans, duc de Nemours (1814–1896) ⚭ Viktoria von Sachsen-Coburg-Saalfeld-Koháry (1822–1857), Tochter von Herzog Ferdinand Georg August von Sachsen-Coburg-Saalfeld-Koháry (1785–1851)
              1. Gaston d’Orléans, comte d’Eu (1842–1922) ⚭ Isabella von Brasilien (1846–1921), Tochter von Kaiser Peter II. (Brasilien) (1825–1891)
                1. (Tochter) (1874)
                2. Pedro d’Orléans-Braganza (1875–1940) ⚭ Elisabeth Dobrženský von Dobrženitz (1875–1951), Tochter von Graf Johann Wenzel Dobrženský von Dobrženitz
                  1. Isabelle d’Orléans-Bragance (1911–2003) ⚭ Henri Robert Ferdinand Marie Louis Philippe d’Orléans (1908–1999)
                  2. Pedro Gastão d’Orléans-Bragança (1913–2007) ⚭ María de la Esperanza de Borbón-Dos Sicilias y Orleans (1914–2005), Tochter von Carlos Maria de Bourbon (1870–1949)
                  3. Maria Francisca (1914–1968) ⚭ Herzog Edward Nuno von Braganza (1907–1976), Sohn von Herzog Michael von Braganza (1853–1927)
                  4. Johann Maria (1916–2005)
                  5. Theresia Maria (* 1919)

                3. Ludwig (1878–1920) ⚭ Maria Pia von Bourbon-Sizilien (1878–1973), Tochter von Alfons Maria von Neapel-Sizilien (1841–1934)
                  1. Peter Heinrich (1909–1981) ⚭ Maria Elisabeth von Bayern (1914–2011), Tochter von Franz Maria Luitpold von Bayern (1875–1957)
                    1. Luiz (1938–2022)
                    2. Bertrand von Orléans-Braganza (* 1941)
                    3. Antonio von Orléans-Braganza (* 1950)

                  2. Luíz Gastão António Maria Felipe (1911–1931)
                  3. Pia Maria (* 1913)

                4. António Gastão (1881–1918)

              2. Ferdinand d’Orléans, duc d’Alençon (1844–1910) ⚭ Sophie in Bayern (1847–1897), Tochter von Max Joseph in Bayern (1808–1888)
                1. Louise Victoire d’Orléans (1869–1952) ⚭ Prinz Alfons von Bayern (1862–1933), General der Kavallerie
                2. Emmanuel d’Orléans, duc de Vendôme (1872–1931) ⚭ Henriette von Belgien (1870–1948), Tochter von Prinz Philipp von Belgien (1837–1905)
                  1. Marie Louise Ferdinande Charlotte Henriette (1896–1973)
                  2. Sophie d’Orléans (1898–1928)
                  3. Genevieve Marie Jeanne Francoise Chantal Monique Louise (1901–1983)
                  4. Charles Philippe Emmanuel Ferdinand Louis Gerard Joseph Marie (1905–1970)

              3. Marguerite d’Orléans (1848–1896) ⚭ Fürst Władysław Czartoryski (1828–1894)
              4. Blanche d’Orléans (1857–1932)

            5. Franziska (1816–1818)
            6. Clementine d’Orléans (1817–1907) ⚭ Prinz August von Sachsen-Coburg und Gotha (1818–1881)
            7. François d’Orléans, prince de Joinville (1818–1900) ⚭ Franziska von Brasilien (1824–1898), Tochter von Kaiser Peter I. (Brasilien) (1798–1834)
              1. Françoise d’Orléans (1844–1925) ⚭ Robert d’Orléans, duc de Chartres (1840–1910)
              2. Pierre d’Orléans, duc de Penthièvre (1845–1919)

            8. Charles d’Orléans, duc de Penthièvre (1820–1828)
            9. Henri d’Orléans, duc d’Aumale (1822–1897) ⚭ Maria Karolina Augusta von Neapel-Sizilien (1822–1869), Tochter von Prinz Leopold von Neapel-Sizilien (1790–1851)
              1. Louis Philippe d’Orléans, prince de Condé (1845–1866)
              2. Henri (1847)
              3. François (1852)
              4. François Louis d’Orléans, duc de Guise (1854–1872)

            10. Antoine d’Orléans, duc de Montpensier (1824–1890) ⚭ Luisa Fernanda von Spanien (1832–1897), Tochter von Ferdinand VII. (Spanien) (1784–1833)
              1. Maria Isabella d’Orléans-Montpensier (1848–1919) ⚭ Louis Philippe Albert d’Orléans, comte de Paris (1838–1894)
              2. Maria Amalia (1851–1870)
              3. Maria Cristina (1852–1879)
              4. Maria de la Regla (1856–1861)
              5. Fernando (1859–1873)
              6. Maria de las Mercedes d’Orléans-Montpensier (1860–1878) ⚭ Alfons XII., König von Spanien
              7. Felipe (1862–1864)
              8. Anton (1866–1930) ⚭ María Eulalia von Spanien (1864–1958), Tochter von Königin Isabella II. (Spanien) (1830–1904)
                1. Alfons (1886–1975) ⚭ Beatrice von Sachsen-Coburg und Gotha (1884–1966), Tochter von Alfred (Sachsen-Coburg und Gotha) (1844–1900)
                2. Louis Ferdinand (1888–1945) ⚭ Marie Constance Charlotte Say (1857–1943)

              9. Luis (1867–1874)

          2. Antoine Philippe d’Orléans, duc de Montpensier (1775–1807)
          3. Françoise (1777–1782)
          4. Adélaïde d’Orléans (1777–1847) ⚭ Georg Casper von Schroeppel (1747–1825)
          5. Louis Charles d’Orléans, comte de Beaujolais (1779–1808)

        2. Bathilde d’Orléans (1750–1822) ⚭ Louis VI. Henri Joseph de Bourbon, prince de Condé (1756–1830)

      2. Louise Marie (1726–1728)

    6. Louise Élisabeth d’Orléans (1709–1742) ⚭ König Ludwig I. (Spanien) (1707–1724)
    7. Philippine Elisabeth (1714–1734)
    8. Louise Diane d’Orléans (1716–1736) ⚭ Louis François I. de Bourbon, prince de Conti (1717–1776)
    9. (unehelich, Mutter: Florence Pellerin) Louis Charles de Saint-Albin (1698–1764), 1708 legitimiert, Bischof von Laon, dann Erzbischof von Cambrai

  6. Élisabeth Charlotte d’Orléans (1676–1744) ⚭ Herzog Leopold (Lothringen) (1679–1729)

##### Linie Bourbon-Condé
1. Louis I. de Bourbon, prince de Condé (1530–1569) ⚭ (1) Éléonore de Roye (1535–1564), Tochter von Charles de Roye, comte de Roucy (1510–1551); ⚭ (2) Eléonore Françoise d’Orléans-Longueville (1549–1601), Tochter von François d’Orléans-Longueville (1513–1548) → Vorfahren siehe oben Linie Bourbon-Vendôme
  1. Henri I. de Bourbon, prince de Condé (1552–1588) ⚭ (1) Marie de Clèves, princesse de Condé (1553–1574), Tochter von François I. de Clèves, duc de Nevers (1516–1562); ⚭ (2) Charlotte Catherine de La Trémoille (1568–1629), Tochter von Louis III. de La Trémoille (1521–1577)
    1. Catherine (1574–1595)
    2. Éléonore de Bourbon-Condé (1587–1619) ⚭ Prinz Philipp Wilhelm (Oranien) (1554–1618)
    3. Henri II. de Bourbon, prince de Condé (1588–1646) ⚭ Charlotte-Marguerite de Montmorency (1594–1650), Tochter von Herzog Henri I. de Montmorency (1534–1614)
      1. Anne Geneviève de Bourbon-Condé (1619–1679) ⚭ Henri II. d’Orléans-Longueville (1595–1663)
      2. Louis II. de Bourbon, prince de Condé (1621–1686), gen. der große Condé ⚭ Claire-Clémence de Maillé (1628–1694), Tochter von Urbain de Maillé, Marquis de Brézé
        1. Henri Jules de Bourbon, prince de Condé (1643–1709) ⚭ Anna Henriette von Pfalz-Simmern (1648–1723), Tochter von Pfalzgraf Eduard von der Pfalz (1625–1663)
          1. Marie Thérèse de Bourbon-Condé ⚭ François Louis de Bourbon, prince de Conti (1664–1709)
          2. Henri (1667–1670)
          3. Louis III. de Bourbon, prince de Condé (1668–1710) ⚭ Louise Françoise de Bourbon (1673–1743), uneheliche Tochter von König Ludwig XIV. (1638–1715)
            1. Marie Gabrielle Éléonore de Bourbon-Condé (1690–1760), Äbtissin von St.-Antoine-des-Chams in Paris
            2. Louis IV. Henri de Bourbon, prince de Condé (1692–1740)
              1. Louis V. Joseph de Bourbon, prince de Condé (1736–1818)
                1. Louis VI. Henri Joseph de Bourbon, prince de Condé (1756–1830) ⚭ Bathilde d’Orléans (1750–1822), Tochter von Louis Philippe I. de Bourbon, duc d’Orléans (1725–1785)
                  1. Louis Antoine Henri de Bourbon-Condé, duc d’Enghien (1772–1804), hingerichtet ⚭ Charlotte de Rohan (1767–1841) → Linie erloschen

                2. Louise-Adélaïde de Bourbon-Condé (1757–1824)

            3. Louise Élisabeth de Bourbon (1693–1775) ⚭ Louis Armand II. de Bourbon, prince de Conti (1695–1727)
            4. Louise-Anne (1695–1758)
            5. Marie-Anne de Bourbon-Condé (1697–1741)
            6. Charles de Bourbon, comte de Charolais (1700–1760)
            7. Elisabeth-Alexandrine (1701–1765)
            8. Henriette-Louise de Bourbon (1703–1772), Äbtissin von Beaumont-les-Tours
            9. Louis de Bourbon, comte de Clermont (1709–1771), General

          4. Anne (1670–1675)
          5. Henri (1672–1675), Graf von Clermont-en-Argonne
          6. Louis Henri (1673–1677), Graf von La Marche et Clermont-en-Beauvaisis
          7. Anne Louise (1675–1700)
          8. Louise Bénédicte de Bourbon-Condé (1676–1753) ⚭ Louis Auguste I. de Bourbon, duc du Maine (1670–1736)
          9. Maria Anna (1678–1718) ⚭ Louis II. Joseph de Bourbon, duc de Vendôme (1654–1712)
          10. (Tochter) (1679–1680)

      3. Armand de Bourbon, prince de Conti (1629–1666) ⚭ Anna Maria Martinozzi (1637–1672), Tochter von Hieronymus (Geronimo) Martinozzi (1610–1639) → Nachfahren siehe unten Linie Bourbon-Conti

  2. Charles (1557–1558), Graf von Valéry
  3. François de Bourbon, prince de Conti (1558–1614)
    1. Marie (1610)

  4. Louis, Graf von Anisy (1562–1563)
  5. Charles II. (Rouen) (1562–1594), Erzbischof von Rouen
  6. Marguerite (* 1556), jung verstorben
  7. Madeleine (1563–1563)
  8. Catherine (* 1564), jung verstorben
  9. Charles de Bourbon, comte de Soissons (1566–1612) ⚭ Anna di Montafia (1577–1644) → Nachfahren siehe unten Linie Bourbon-Soissons
  10. Louis (1567–1568)
  11. Benjamin (1569–1573)

###### Linie Bourbon-Conti
1. Armand de Bourbon, prince de Conti (1629–1666) ⚭ Anna Maria Martinozzi (1637–1672), Tochter von Hieronymus (Geronimo) Martinozzi (1610–1639) → Vorfahren siehe oben Linie Bourbon-Condé
  1. Louis (1658)
  2. Louis Armand I. de Bourbon, prince de Conti (1661–1685) ⚭ Marie Anne de Bourbon (1666–1739), uneheliche Tochter von König Ludwig XIV. (1638–1715)
  3. François Louis de Bourbon, prince de Conti (1664–1709) ⚭ Marie Thérèse de Bourbon-Condé (1666–1732), Tochter von Henri Jules de Bourbon, prince de Condé (1643–1709)
    1. Marie Anne (1689–1720) ⚭ Louis IV. Henri de Bourbon, prince de Condé (1692–1740)
    2. Louis Armand II. de Bourbon, prince de Conti (1695–1727) ⚭ Louise Élisabeth de Bourbon (1693–1775), Tochter von Louis III. de Bourbon, prince de Condé (1668–1710)
      1. Louis (1715–1717)
      2. Louis François I. de Bourbon, prince de Conti (1717–1776) ⚭ Louise Diane d’Orléans (1716–1736), Tochter von Philippe II. de Bourbon, duc d’Orléans (1674–1723)
        1. Louis François II. de Bourbon, prince de Conti (1734–1814) ⚭ Maria Fortunata d’Este (1734–1803), Tochter von Herzog Francesco III. d’Este (1698–1780) → Linie erloschen

      3. Louis Armand (1720–1722)
      4. Charles (1722–1730)
      5. Louise Henriette de Bourbon-Conti (1726–1759) ⚭ Louis Philippe I. de Bourbon, duc d’Orléans (1725–1785)

    3. Louise Adelaide (1696–1750)

###### Linie Bourbon-Soissons
1. Charles de Bourbon, comte de Soissons (1566–1612) ⚭ Anna di Montafia (1577–1644) → Vorfahren siehe oben Linie Bourbon-Bourbon-Condé
  1. Louise (1603–1637)
  2. Louis de Bourbon, comte de Soissons (1604–1641), ⚔ in der Schlacht von La Marfée
    1. Louis Henri (1640–1703) ⚭ Angélique Cunégonde de Montmorency-Luxembourg (1666–1736), Tochter von François-Henri de Montmorency-Luxembourg (1628–1695) → Linie erloschen

  3. Marie (1606–1692) ⚭ Thomas Franz (Savoyen-Carignan) (1596–1656)
  4. Charlotte-Anne (1608–1623)
  5. Elisabeth (1610–1611)

##### Linie Bourbon-Montpensier (Herzöge)
1. Louis de Bourbon, prince de La Roche (1473–1520) ⚭ Luise de Bourbon-Montpensier (1482–1561), Tochter von Gilbert de Bourbon-Montpensier (1443–1496) → Vorfahren siehe oben Bourbon-Vendôme
  1. Suzanne (1508–1570) ⚭ Claude de Rieux († 1532)
  2. Louis III. de Bourbon, duc de Montpensier (1513–1582)
    1. Françoise (1539–1587) ⚭ 1559 Henri-Robert de La Marck (1539–1574), Herzog von Bouillon, Fürst von Sedan
    2. Anne (1540–1572) ⚭ Herzog François II. de Clèves, duc de Nevers (1540–1562)
    3. Jeanne (1541–1620), Äbtissin von Jouarre
    4. François de Bourbon, duc de Montpensier (1542–1592) ⚭ Renée d’Anjou, marquise de Mézières (1550–1590)
      1. Henri de Bourbon, duc de Montpensier (1573–1608) ⚭ Henriette Catherine de Joyeuse (1585–1656), Tochter von Henri de Joyeuse (1563–1608), Marschall von Frankreich → Linie erloschen
        1. Marie de Bourbon, duchesse de Montpensier (1605–1627) ⚭ Gaston de Bourbon, duc d’Orléans (1608–1660)

    5. Charlotte de Bourbon-Montpensier (1547–1582), 1565–1571 Äbtissin von Notre-Dame de Jouarre ⚭ 1575 Wilhelm I. (Oranien) (1533–1584), gen. der Schweiger
    6. Louise (1548–1586), Äbtissin von Faremoutiers

  3. Charles (1515–1565), 3. Prince de La Roche-sur-Yon; ⚭ Philippe de Montespedon († 1578)

#### Linie Bourbon-Carency
1. Jean de Bourbon (1378–1457), seigneur de Carency, ⚭ (1) Catherine de Artois († 1420), Tochter des Philippe d’Artois, comte d’Eu, ⚭ (2) Jeanne de Vendômois → Vorfahren siehe oben Linie Bourbon-La Marche
  1. John (1418–1458)
  2. Jeanne (1419–1443)
  3. Catherine (* 1421)
  4. Pierre de Bourbon (1424–1481), seigneur de Carency et de Duisans, ⚭ Philippotte de Plaine
  5. Jacques de Bourbon (1425–nach 1493), seigneur de Carency, ⚭ Antoinette de la Tour
    1. Charles (* 1444), Prince de Carency, comte de la Marche, ⚭ (1) Didière de Vergy, ⚭ (2) Antoinette de Chabannes († 1490), ⚭ (3) Catherine d’Alègre
      1. Bertrand de Bourbon (1494–1515), ⚔ in der Schlacht bei Marignano
      2. Jean de Bourbon (1500–1520) → Linie erloschen
      3. Louise de Bourbon, dame de Combles, Buquoy et Vendat
      4. Isabelle de Bourbon

    2. Jean de Bourbon (* 1446), seigneur de Rochefort et Arson, ⚭ Jeanne de l’Isle

  6. Eléonore (* 1426)
  7. Andriette (* 1427)
  8. Philippe de Bourbon (* 1429), seigneur de Duisans, ⚭ Catherine de Lalaing († 1478) → Nachfahren siehe unten Linie Bourbon-Duisans

##### Linie Bourbon-Duisans
1. Philippe de Bourbon (* 1429), seigneur de Duisans, ⚭ Catherine de Lalaing († 1478) → Vorfahren siehe oben Linie Bourbon-Carency
  1. Antoine de Bourbon, seigneur de Duisans, ⚭ Jeanne de Habarcq
    1. Pierre de Bourbon († jung)
    2. Philippe de Bourbon → Linie erloschen
    3. Jeanne de Bourbon ⚭ François Rolin, seigneur de Beauchamp et Monetay
    4. Jeanne de Bourbon
    5. Eléonore de Bourbon
    6. Andriette de Bourbon
    7. Philipp Crociani de Bourbon

#### Linie Bourbon-Préaux
1. Jacques I. (1346–1417), Baron d’Argies ⚭ Marguerite de Préaux († 1417), Dame de Préaux (Haus Préaux) → Vorfahren siehe oben Linie Bourbon-La Marche
  1. Marie de Bourbon (1387–1442)
  2. Louis de Bourbon (1389–1415), ⚔ in der Schlacht von Azincourt
  3. Pierre de Bourbon (1390–1422), Seigneur de Préaux, ⚭ Elisabeth de Montagu (1397–1429)
  4. Jacques II. de Bourbon (1391–1429), Seigneur de Préaux, ⚭ (1) Jeanne de Montaigu (1398–1420), ⚭ (2) Isabeau d’Enghien (Haus Enghien)
  5. Charles de Bourbon († um 1472), Erzdechant von Sens, Seigneur de Combles → Linie erloschen
  6. Jean de Bourbon (1394–1442)